# 北美电话区号218

電話區號分佈地圖

北美电话区号218是北美电话号码计划（NANP）中覆盖美国明尼苏达州北部的电话区号。它是被分配到明尼苏达州最初的两个号码计划区（NPA）中较大的一个，尽管它的地理界限相较成立之初已被修改。它大致包括该州的北半部，包括德卢斯、希宾、布雷纳德、伯米吉、弗格斯瀑布和穆尔黑德等城市。

## 历史
在1947年北美电话号码计划的初版地图中，区号218被划为是明尼苏达州北部和西部，占全州三分之二区域的r字形区域。该州东南部，包括双城，则位于区号612内。
随着新电话号码计划的实施，明尼苏达州区号边界于1954年重新划定，以避免将双城的主要收费公路划为不同的区号。这使得该州出现了三个区号，其中218覆盖了该州的北部，612覆盖了中部，而新区号507则覆盖了南部。之前划为区号218的南部区域（沃辛顿、马歇尔和派普斯通）与612的南部区域合并，形成新的区号507，涵盖该州和爱荷华州的整个州界区域。612被调整为从威斯康星州边界一直到南达科他州边界，吸收了原218（圣克劳德、亚历山大、阿普尔顿）的一部分。218则移动至明尼苏达州中东部，吸收了旧612的东部区域，大致呈现出现有的形状。
20世纪90年代的一个小变化将西北角纳入了218区号范围内；该地区以前归属加拿大贝尔的Clearwater Bay交换区，区号为807。
据估计，直到2050年之后，明尼苏达州北部才需要另一个区号。尽管手机数量激增，尤其是在德卢斯和穆尔黑德，但区号218远未耗尽。